# Сала-Баганца
Сала-Баганца (итал. Sala Baganza) —  коммуна в Италии, располагается в регионе Эмилия-Романья, подчиняется административному центру Парма.
Население составляет 4992 человека, плотность населения составляет 154 чел./км². Занимает площадь 30 км². Почтовый индекс — 43038. Телефонный код — 0521.
Покровителями коммуны почитаются святой первомученик Стефан, празднование 26 декабря, и святой Лаврентий, празднование 10 августа.